# 克雷斯頓 (內布拉斯加州)
克雷斯頓（英語：Creston）是位於美國內布拉斯加州普拉特縣的村。

## 人口
根據2020年美國人口普查的數據，克雷斯頓的面積為0.54平方千米，皆為陸地。當地共有人口181人，而人口密度為每平方千米335人。